# Андреаполь
Андреа́поль — город (с 1967 года) в Тверской области России.
Административный центр Андреапольского округа, до 2019 года был центром Андреапольского района.
Население — 6956 чел. (2021).

## География
Город расположен в 286 км к западу от Твери, на отрогах Валдайской возвышенности, в верховьях Западной Двины, в 20 километрах от её истока. Андреаполь — первый город на Западной Двине. 
Расстояние по автодорогам: до Великих Лук — 160 км, до Смоленска — 290 км, до Твери — 310 км, до Москвы — 400 км, до Риги — 600 км, до Санкт-Петербурга — 530 км.

## Палеонтология
На территории Андреаполя обнаружены ископаемые остатки организмов раннего каменноугольного периода (предположительно визейского века). При строительстве артезианской скважины на участке дома №12, улица Берёзовая, в глинистом слое обнаружен частичный образец древовидного плауновидного Stigmaria ficoides длиной 30 см и шириной 4 см. Выше, в слоях известняка, найдены остатки брахиопод Gigantoproductus superior. Ещё один образец S. ficoides найден на берегу озера среди неолитических артефактов, что может указывать на его использование в ритуальных целях. На южной окраине города, в окрестностях переулка Советский, у берега Западной Двины найден ствол древовидного лепидофита Lepidodendron sp. Окаменелости также известны из окрестностей города, в том числе из района деревни Бобровец, в 14,5 км к северу от Андреаполя: побеги Sigillaria elegans и Lepidodendron obovatum и стробил Lepidostrobus sp. Все эти образцы в 2011—2016 гг переданы в Андреапольский краеведческий музей.

## Транспорт
Железнодорожная станция на линии Бологое — Великие Луки. Ранее действовала лесовозная узкоколейная железная дорога, принадлежавшая леспромхозу, уходившая от города в юго-восточном направлении, к посёлкам Жукопа и Забежня.
На окраине города располагалась авиационная база Андреаполь системы ПВО Москвы. 1 декабря 2009 года база была закрыта
Военный аэродром начали восстанавливать с июня 2023 года.

## История
В XVIII — начале XX века по реке Западная Двина на месте нынешнего Андреаполя проходила граница между Псковской и Тверской губерниями. Волостной центр Дубна Торопецкого уезда (на правом, псковском берегу) впервые упоминается ещё в Литовской метрике, датируемой 23 июля 1489 года. Именно с этой даты и ведётся летоисчисление города.
В XVIII веке землями, располагавшимися на левом (тверском) берегу реки Западной Двины, вокруг села Мачихино Осташковского уезда, владел Андрей из рода Кушелевых. Его имение в 1783 году получило название Андреяно Поле. В 1806 году Кушелев открыл здесь один из первых курортов в Российской империи — «Андреапольские минеральные воды».
Когда в 1906 году через село проложили железную дорогу, возник пристанционный посёлок, за которым и закрепилось название Андреяполь, позднее трансформировавшееся в современное Андреаполь.
В 1928 году пристанционный посёлок Андреаполь объединён с селом Дубна, и Андреаполь становится центром Ленинского района (образован в 1927 году, с центром первоначально в селе Хотилицы) Ленинградской области. С 1929 года — в Западной области, с 1935 года — в Калининской области.
Во время Великой Отечественной войны Андреаполь был полностью разрушен, довоенных построек в городе почти не осталось.
В 1944—1957 годах входил в состав Великолукской области.
12 января 1965 года стал центром Андреапольского района.
Статус города Андреаполь имеет с 1967 года.
Долгое время в архивах не существовало дореволюционных или даже довоенных фотографий с изображением города. Однако в 1994 году Андреаполь посетил потомок помещиков Кушелевых, в настоящее время проживающий в Чили, и преподнёс городу 10 фотографий дореволюционного Андреаполя из архива семьи Кушелевых.
В 2006—2019 годах город образовывал муниципальное образование город Андреаполь со статусом городского поселения как единственный населённый пункт в его составе.
В июне 2019 года стал центром Андреапольского муниципального округа.

## Население
| 1926  | 1939  | 1959  | 1970  | 1979  | 1989  | 1992  | 1996    | 2000    | 2001  | 2002  | 2005  |
| ----- | ----- | ----- | ----- | ----- | ----- | ----- | ------- | ------- | ----- | ----- | ----- |
| 1141  | ↗3845 | ↗8392 | ↗9075 | ↗9317 | ↗9610 | ↘9600 | ↗10 500 | ↘10 200 | ↘9900 | ↘9317 | ↘9100 |
| 2006  | 2007  | 2008  | 2009  | 2010  | 2011  | 2012  | 2013    | 2014    | 2015  | 2016  | 2017  |
| ↘9000 | ↘8900 | ↘8700 | ↘8607 | ↘8286 | ↗8300 | ↘7876 | ↘7669   | ↘7528   | ↘7397 | ↘7380 | ↘7259 |
| 2018  | 2019  | 2020  | 2021  |       |       |       |         |         |       |       |       |
| ↘7079 | ↘6955 | ↘6801 | ↗6956 |       |       |       |         |         |       |       |       |

На 1 января 2025 года по численности населения город находился на 1031-м месте из 1124 городов Российской Федерации.
Национальный состав
По итогам переписи населения 2020 года проживали следующие национальности (национальности менее 0,1 % и другое, см. в сноске к строке «Другие»):
| Национальность | Численность, чел. | Доля     |
| -------------- | ----------------- | -------- |
| Русские        | 6734              | 96,81 %  |
| Украинцы       | 28                | 0,40 %   |
| Другие         | 194               | 2,79 %   |
| Итого          | 6956              | 100,00 % |

## Религия
В городе действует православный храм Иова и Тихона. Строительство началось в 1991 году, богослужения проводятся с 1993 года. В настоящее время действует.

## Климат
| Показатель                                                                                         | Янв. | Фев. | Март | Апр. | Май  | Июнь | Июль | Авг. | Сен. | Окт. | Нояб. | Дек. |
| -------------------------------------------------------------------------------------------------- | ---- | ---- | ---- | ---- | ---- | ---- | ---- | ---- | ---- | ---- | ----- | ---- |
| Средняя температура, °C                                                                            | −7,1 | −6,7 | −2,1 | 5,4  | 12,1 | 15,8 | 18,5 | 16,8 | 11,6 | 5,1  | −0,1  | −4   |
| Среднее число дней с осадками                                                                      | 11   | 9    | 9    | 7    | 9    | 10   | 11   | 10   | 9    | 10   | 10    | 11   |
| Норма осадков, мм                                                                                  | 61   | 48   | 47   | 44   | 73   | 93   | 97   | 83   | 71   | 72   | 64    | 60   |
| Средняя влажность, %                                                                               | 86   | 83   | 78   | 68   | 65   | 69   | 73   | 74   | 77   | 82   | 87    | 86   |
| Источник: https://ru.climate-data.org/азия/россииская-федерация/тверская-область/андреаполь-34289/ |      |      |      |      |      |      |      |      |      |      |       |      |

## Экономика
Промышленность
Основными отраслями промышленности являются производство мучных изделий, мебели, трикотажа и электрофарфора.
Связь
- Услуги фиксированной связи предоставляют: тверской филиал «Ростелеком», «Евразия Телеком Ру».
- Услуги мобильной телефонной связи предоставляют сотовые операторы: «МТС», «Билайн», «МегаФон» и «Теле2».

## Достопримечательности
- В городе расположен деревянный храм Иова и Тихона.
- Памятный знак в честь 500-летия первого упоминания о городе. Установлен в 1989 году.
- Андреапольский районный краеведческий музей — краеведческий музей города Андреаполя. Открыт в 1972 году[33].
- Деревянная часовня Веры, Надежды, Любови и матери их Софии. Построена в конце 2000-х годов[34].